# Lepidochrysops ignota
The Zulu Blue (Lepidochrysops ignota) là một loài bướm ngày thuộc họ Bướm xanh. Nó được tìm thấy ở Nam Phi, from the KwaZulu-Natal midlands to Swaziland, Mpumalanga, the Limpopo Province và Gauteng.
Sải cánh dài 27–29 mm đối với con đực và 27–30 mm đối với con cái. Con trưởng thành bay từ tháng 10 đến tháng 11. Có một lứa một năm.
Ấu trùng ăn Becium species. Third và later instar larvae feed on the brood of Camponotus niveosetus ants.